# Åke Tott

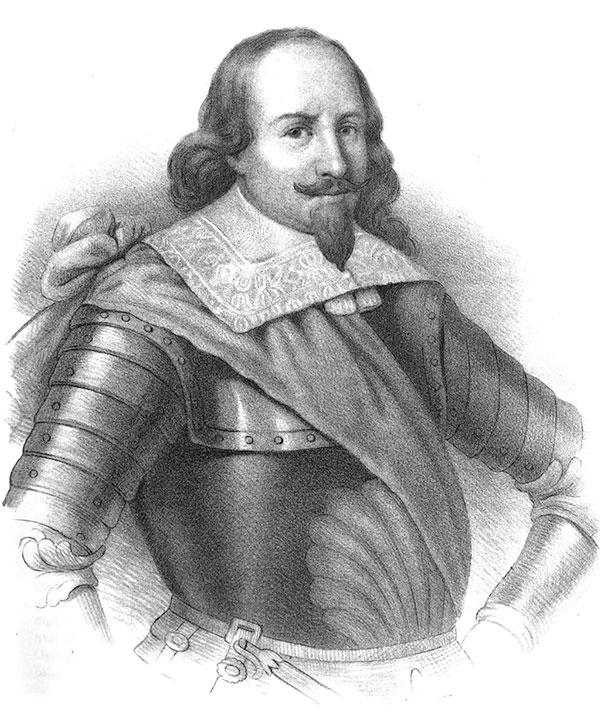
Åke Tott

Åke Henriksson Tott oder Achatius Tott (* Juni 1598 auf Hof Gerknäs in Nyland, heutiges Finnland; † 15. Juli 1640 in Lavila, Gemeinde Euraåminne) war ein schwedischer General und Politiker.
Åke Henriksson Tott wurde als Sohn von Henrik Klasson Tott und Sigrid Eriksdotter Wasa, einer Tochter von Erik XIV., geboren. 1630 wurde er zum (geheimen) Ratsmitglied des Reichsrats berufen und 1631 Befehlshaber (Feldmarschall) der schwedischen Truppen im Dreißigjährigen Krieg.
In diesem Zusammenhang führte er die Schweden 1627 in der Schlacht bei Grubin und in der ersten Schlacht von Breitenfeld (1631). Der schwedische König Gustav Adolf bezeichnete ihn wegen seiner militärischen Leistungen als „Schneepflug“, der den Weg für andere freiräumt.
In den deutschen Dokumenten wird Tott, der vor allem im norddeutschen Raum aktiv war, häufig nur als General Tott bezeichnet.
Offenbar als Belohnung erhielt General Tott zunächst das Lehngut Polchow, das dann an James Ramsay – der schwedischer Kommandant von Hanau gewesen war – fiel.
Er war verheiratet mit Sigrid Bielke (1607–1634) und hatte zwei Söhne: Clas Åkesson Tott und Åke Henrik Åkesson Tott.

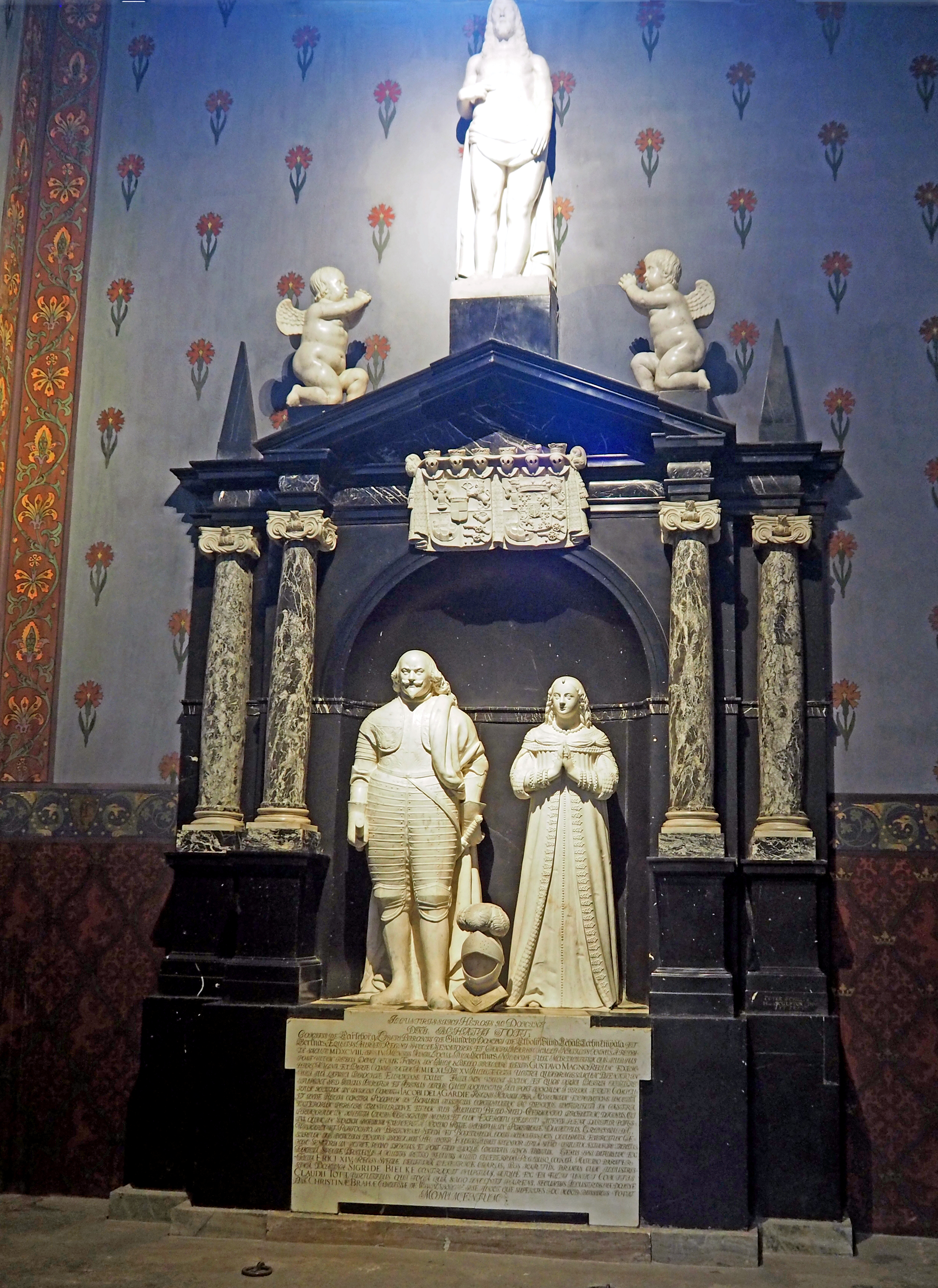
Åke Tott und Ehefrau auf dem gemeinsamen Grabmonument im Dom von Turku